# Mimozotale minuta
Mimozotale minuta là một loài bọ cánh cứng trong họ Cerambycidae.